# Esencijalni nutrijent
Esencijalni nutrijent je nutrient koji je neophodan za normalno funkcionisanje tela. To je materijal koji telo ne može da sintetiše, ili ne može da sintetiše adekvatne količine (npr. niacin, holin), i stoga se mora unositi putem ishrane. Esencijalni nutrijenti se takođe definišu putem kolektivne fiziološke evidencije za njihovu važnost u ishrani.
Neke od kategorija esencijalnih nutrijenata su vitamini, dijetetski minerali, esencijalne masne kiseline, i esencijalne aminokiseline. Različite vrste imaju veoma različite esencijalne nutrijente. Na primer, većina sisara sintetiše sopstvenu askorbinsku kiselinu, i stoga se ona ne smatra esencijalnim nutrijentom za te vrste. Ona je međutim esencijalni nutrijent za ljude, kojima su neophodni spoljašnji izvori askorbnske kiseline (vitamina C). Mnogi esencijalni nutrijenti su toksični u velikim dozama (tj. hipervitaminoza). Neki se mogu koristiti u količinama većim od neophodnih bez očevidnih štetnih efekata.

## Masne kiseline
Esencijalne masne kiseline su masne kiseline koje ljudi ne mogu da sintetišu, jer im nedostaju enzimi desaturaze.
- α-Linoleinska kiselina (ALA, 18:3), omega-3 masna kiselina)
- Linolna kiselina (LA, 18:2), an omega-6 masna kiselina)

α-Linoleinska kiselina se ne koristi u telu u svojoj originalnoj formi. Ona se razlaže u dugolančane polinezasićene masne kiseline eikozapentanoinsku kiselinu (EPA, 20:5) i dokozaheksaenoinsku kiselinu (DHA, 22:6). EPA i DHA se takođe mogu konzumirati kao prehrambeni izvor iz ribe ili ribljeg ulja.
Linolna kiselina se takođe ne koristi u originalnom obliku. Ona se razlaže u dugolančane polinezasićene masne kiseline gama-linolnu kiselinu (GLA, 18:3), dihomo-gama-linolnu kiselinu (DGLA, 20:3) i arahidonsku kiselinu (AA, 20:4).
Omega-9 masne kiseline nisu esencijalne za ljude. Ljudi generalno poseduju sve enzime neophodne za njihovu sintezu.

## Aminokiseline
Esencijalne aminokiseline su:
- Izoleucin
- Lizin
- Leucin
- Metionin
- Fenilalanin
- Treonin
- Triptofan
- Valin
- Histidin[3]

- Esencijalne aminokiseline neophodne za prevremeno rođenu decu, ali ne za zdrave osobe:
  - Arginin

## Vitamin
- Vitamin A (retinol)
- Vitamin Bp (holin)
- Vitamin B1 (tiamin)
- Vitamin B2 (riboflavin, vitamin G)
- Vitamin B3 (niacin, vitamin P, vitamin PP)
- Vitamin B5 (pantotenska kiselina)
- Vitamin B6 (piridoksin, piridoksamin, ili piridoksal)
- Vitamin B7 (biotin, vitamin H)
- Vitamin B9 (folna kiselina, folat, vitamin M)
- Vitamin B12 (kobalamin)
- Vitamin C (askorbinska kiselina)
- Vitamin D (ergokalciferol, ili holekalciferol)
- Vitamin E (tokoferol)
- Vitamin K (naftohinoidi)

## Dijetarni minerali
- Kalcijum (Ca)
- Hlor (−)
- Hrom[4]
- Kobalt (Co) (kao deo Vitamina B12)
- Bakar
- Jod
- Gvožđe (Fe)
- Magnezijum (Mg)
- Mangan (Mn)
- Molibden (Mo)
- Nikal (Ni)
- Fosfor (P)
- Kalijum (K)
- Selen (Se)
- Natrijum (Na)
- Sumpor (S)[5]
- Cink[6]

Neophodne količine znatno variraju među nutrijentima. Na primer, 70 kg težak čovek sadrži 1.0 kg kalcijuma, i samo 3 mg kobalta.

## Literatura
- Pauling, L. (1986). How to Live Longer and Feel Better. New York NY 10019: Avon Books Inc. ISBN 978-0-380-70289-3.